# Du är bröd
Du är bröd är en psalm med text skriven av Tomas Boström år 1991. Musiken är skriven av Kristin Solli Schøien år 1991.

## Publicerad i
- Psalmer i 90-talet som nr 828 under rubriken "Kyrkan och gudstjänsten"